# Louisiadenmonarch
De louisiadenmonarch (Symposiachrus melanopterus synoniem: Symposiachrus trivirgatus melanopterus) is een zangvogel uit de familie monarchen (Monarchidae).  De vogel werd in 1858 door George Robert Gray als soort beschreven als Monarcha melanoptera.

## Verspreiding en leefgebied
Deze vogel komt voor op de eilandengroep de Louisiaden in het zuidoosten van Papoea-Nieuw-Guinea.

## Status
De louisiadenmonarch komt niet als aparte soort voor op de lijst van het IUCN, maar is daar een ondersoort van de brilmonarch (Symposiachrus trivirgatus).